# BRIT Awards/British Producer of the Year
Der BRIT Award for British Producer of the Year wurde bereits bei der Einführung der BPI Awards 1977 von der British Phonographic Industry (BPI) verliehen. Es handelt sich um einen Preis, der an Musikproduzenten vergeben wird.
Die Gewinner und Nominierten werden von einem Komitee bestehend aus über eintausend Mitgliedern gewählt. Das Wahlkomitee besteht aus verschiedenen Mitarbeitern von Plattenfirmen und Musikzeitschriften, Manager und Agenten, Angehörigen der Medien sowie vergangene Gewinner und Nominierte. Seit 2018 gibt es keine Nominierungen mehr, der Gewinner wird direkt bekanntgegeben.
Am häufigsten gewannen Trevor Horn, David A. Stewart und Paul Epworth, die den Award drei Mal in Empfang nehmen konnten. Am Häufigsten nominiert wurde Trevor Horn mit acht Nominierungen.

## Übersicht
| Jahr | Gewinner                        | Nominierte                                                                                   |
| ---- | ------------------------------- | -------------------------------------------------------------------------------------------- |
| 1977 | George Martin                   | - Gus Dudgeon - Glyn Johns - Mickie Most                                                     |
| 1982 | Martin Rushent                  | - Stuart Colman - Chris Neill                                                                |
| 1983 | Trevor Horn                     | - George Martin - Martin Rushent - Alan Winstanley & Clive Langer                            |
| 1984 | Steve Levine                    | - Peter Collins - Steve Lillywhite - Trevor Horn - Alan Winstanley & Clive Langer            |
| 1985 | Trevor Horn                     | - Peter Collins - Jolley & Swain - Laurie Latham - Steve Lillywhite                          |
| 1986 | David A. Stewart                | - Trevor Horn - Chris Hughes - Steve Lillywhite - Hugh Padgham                               |
| 1987 | David A. Stewart                | - Trevor Horn - Hugh Padgham - Stock Aitken Waterman - Pip Williams                          |
| 1988 | Stock Aitken Waterman           | - Brian Eno - Julian Mendelsohn - Paul Staveley O’Duffy - Alan Tarney                        |
| 1989 | nicht vergeben                  | nicht vergeben                                                                               |
| 1990 | David A. Stewart                | - Kate Bush - Coldcut - Peter Gabriel - Steve Lillywhite - Stock Aitken Waterman             |
| 1991 | Chris Thomas                    | - Nellee Hooper - George Michael - Paul Oakenfold & Steve Osborne - Youth                    |
| 1992 | Trevor Horn                     | - Mark Knopfler - Johnny Marr - David A. Stewart - Stock Aitken Waterman - Youth             |
| 1993 | Peter Gabriel                   | - Trevor Horn - Stephen Lipson - Paul Oakenfold & Steve Osborne - Pete Waterman              |
| 1994 | Brian Eno                       | - Flood - M People - Nellee Hooper - Youth                                                   |
| 1995 | Nellee Hooper                   | - Ed Buller - Flood - Trevor Horn - Stephen Street                                           |
| 1996 | Brian Eno                       | - Noel Gallagher & Owen Morris - Nellee Hooper - John Leckie - Stephen Street                |
| 1997 | John Leckie                     | - Absolute: Andy Bradfield, Matt Rowe & Richard Stannard - Mike Hedges - Hugh Jones - Tricky |
| 1998 | Chris Potter, The Verve & Youth | - Nigel Godrich & Radiohead - Liam Howlett - Roni Size - Stephen Street                      |
| 1999 | nicht vergeben                  | nicht vergeben                                                                               |
| 2000 | nicht vergeben                  | nicht vergeben                                                                               |
| 2001 | nicht vergeben                  | nicht vergeben                                                                               |
| 2002 | nicht vergeben                  | nicht vergeben                                                                               |
| 2003 | nicht vergeben                  | nicht vergeben                                                                               |
| 2004 | nicht vergeben                  | nicht vergeben                                                                               |
| 2005 | nicht vergeben                  | nicht vergeben                                                                               |
| 2006 | nicht vergeben                  | nicht vergeben                                                                               |
| 2007 | nicht vergeben                  | nicht vergeben                                                                               |
| 2008 | nicht vergeben                  | nicht vergeben                                                                               |
| 2009 | Bernard Butler                  | - Brian Eno - Steve Mac                                                                      |
| 2010 | Paul Epworth                    | - Jim Abbiss - Ethan Johns - Steve Lillywhite                                                |
| 2011 | Markus Dravs                    | - Ethan Johns - John Leckie - Mike Pela - Stuart Price                                       |
| 2012 | Ethan Johns                     | - Paul Epworth - Flood                                                                       |
| 2013 | Paul Epworth                    | - Damon Albarn - Jake Gosling                                                                |
| 2014 | Alan Moulder & Flood            | - Paul Epworth - Ethan Johns                                                                 |
| 2015 | Paul Epworth                    | - Flood - Goldfrapp - Jake Gosling                                                           |
| 2016 | Charlie Andrew                  | - Mike Crossey - Tom Dalgety - Mark Ronson                                                   |
| 2017 | nicht vergeben                  | nicht vergeben                                                                               |
| 2018 | Steve Mac                       | keine Nominierungen                                                                          |
| 2019 | Calvin Harris                   | keine Nominierungen                                                                          |
| 2020 | Fred Again                      | keine Nominierungen                                                                          |
| 2021 | nicht vergeben                  | nicht vergeben                                                                               |
| 2022 | Inflo                           | keine Nominierungen                                                                          |
| 2023 | David Guetta                    | keine Nominierungen                                                                          |
| 2024 | Chase & Status                  | keine Nominierungen                                                                          |
| 2025 | A. G. Cook                      | keine Nominierungen                                                                          |

## Statistik
Stand: 2025
| Nominierungen | Produzent             |
| ------------- | --------------------- |
| 8             | Trevor Horn           |
| 5             | Paul Epworth          |
| 5             | Flood                 |
| 5             | Steve Lillywhite      |
| 4             | Brian Eno             |
| 4             | Nellee Hooper         |
| 4             | Ethan Johns           |
| 4             | David A. Stewart      |
| 4             | Stock Aitken Waterman |
| 4             | Youth                 |
| 3             | John Leckie           |
| 3             | Stephen Street        |
| 2             | Peter Collins         |
| 2             | Peter Gabriel         |
| 2             | Jake Gosling          |
| 2             | Clive Langer          |
| 2             | Steve Mac             |
| 2             | George Martin         |
| 2             | Paul Oakenfold        |
| 2             | Steve Osborne         |
| 2             | Hugh Padgham          |
| 2             | Martin Rushent        |
| 2             | Alan Winstanley       |

| Preise | Produzent        |
| ------ | ---------------- |
| 3      | Paul Epworth     |
| 3      | Trevor Horn      |
| 3      | David A. Stewart |
| 2      | Brian Eno        |